# Robert Pilot
Robert Wakeham Pilot (* 9. Oktober 1898 in St. John’s, Neufundland; † 17. Dezember 1967 in Montréal, Québec) war ein kanadischer Maler, Radierer und Wandmaler. Er ist bekannt für seine impressionistischen Darstellungen der Landschaften Québecs, insbesondere für seine Fähigkeit, die Atmosphäre und Stimmung der Abenddämmerung einzufangen.

## Leben
Robert Pilot wurde als Sohn von Edward Frederick Pilot und Barbara Merchant geboren. Nach dem Tod seines Vaters heiratete seine Mutter 1910 den bekannten Künstler Maurice Cullen und die Familie zog nach Montreal. Unter dem Einfluss Cullens entwickelte Pilot ein Interesse an der Malerei und begleitete seinen Stiefvater häufig auf Studienreisen in die umliegende Landschaft.
Seine formale Ausbildung begann Robert Pilot mit Abendkursen am Monument National in Montreal, gefolgt von Studien an der Royal Canadian Academy of Arts unter William Brymner und schließlich an der Art Association of Montreal. 1916 trat er in die kanadische Armee ein und diente im Ersten Weltkrieg als Kanonier. Nach dem Krieg setzte er seine Studien fort und erhielt 1919 das Wood-Stipendium. Robert Pilots künstlerische Entwicklung machte einen großen Sprung, als er von einem Mäzen ein Stipendium für ein Studium in Paris erhielt. 1920 schrieb er sich an der Académie Julian ein, wo er bei Pierre Laurens studierte. Während seines Aufenthalts in Paris stellte er im Salon de Paris aus und wurde zum Mitglied des Salon National des Beaux-Arts gewählt. Seine Zeit in Europa ermöglichte es ihm, neue Techniken und Ideen auszuprobieren, aber erst in Québec fand er seinen eigenen künstlerischen Ausdruck.
Nach seiner Rückkehr nach Kanada 1922 eröffnete Robert Pilot ein Atelier in Montreal und begann einen Stil zu entwickeln, der den Einfluss des französischen Impressionismus mit einer unverkennbar kanadischen Sensibilität verband. Seine Gemälde aus dieser Zeit, wie z. B. „Quebec From Levis“, zeichnen sich durch einen sanften Einsatz von Farbe und Licht aus und fangen die Klarheit der kanadischen Atmosphäre, insbesondere im Winter, ein. 1925 wurde Robert zum assoziierten Mitglied der Royal Canadian Academy of Arts gewählt und 1935 zum ordentlichen Mitglied ernannt. Von 1952 bis 1954 war er Präsident der Akademie. Seine erste Einzelausstellung fand 1927 in den Watson Art Galleries statt, im selben Jahr und 1934 erhielt er den Jessie Dow Prize der Art Association of Montreal. 1938 wurde er Professor für Druckgrafik an der École des Beaux-Arts de Montréal, eine Position, die er bis 1940 innehatte.
Während des Zweiten Weltkriegs trat Robert Pilot erneut in die Armee ein und diente als Hauptmann im Regiment The Black Watch. Für seine Verdienste in Italien wurde er 1944 zum Member of the Order of the British Empire (MBE) ernannt. 1953 wurde ihm von der Bishop’s University in Sherbrooke, Quebec, die Ehrendoktorwürde für Zivilrecht verliehen. Im selben Jahr erhielt er die Queen Elisabeth II Coronation Medal. Robert Pilot starb am 17. Dezember 1967 im Krankenhaus von Montreal. Posthum wurde ihm 1968 eine Retrospektive im Montréal Museum of Fine Arts gewidmet.

## Werk
Robert Pilots Frühwerk war stark von seinem Stiefvater Maurice Cullen und der allgemeinen impressionistischen Bewegung beeinflusst. Er war jedoch entschlossen, sich eine eigene künstlerische Identität zu schaffen. Zu diesem Zweck wandte er sich der Radierung zu, einem Medium, das Cullen nicht verwendet hatte. Robert Pilots Radierungen, insbesondere die von Quebec City und seinen Vororten, wurden hoch gelobt und gelten als einige der besten, die je in Kanada geschaffen wurden. 1920 wurde Pilot eingeladen, an der ersten Ausstellung der Group of Seven teilzunehmen, ein Beweis für sein wachsendes Ansehen in der kanadischen Kunstszene. Obwohl er die Arbeiten der Group of Seven bewunderte, insbesondere ihre Erkundungen der kanadischen Wildnis, blieb Robert Pilot seinem eigenen Stil treu, der sich mehr an den weicheren Tönen und atmosphärischen Effekten des französischen Impressionismus orientierte.